# 山神社 (新上五島町)
山神社（やまじんじゃ）は、長崎県新上五島町船崎郷（ふなさきごう）に鎮座する神社である。

## 祭神
大山祇神を主祭神に祀る。

## 歴史
創建年代は不詳。かつて当郷に永きに渡って悪疫が流行し作物も実らず、住民は大山祇神の分霊を安鎮し奉祀した。古くから石祠の神像であったが、明治10年（1871年）に木造神像に改めた。同郷・塩竈神社と並んで鎮座していたが、平成2年（1990年）に現在地に奉遷した。

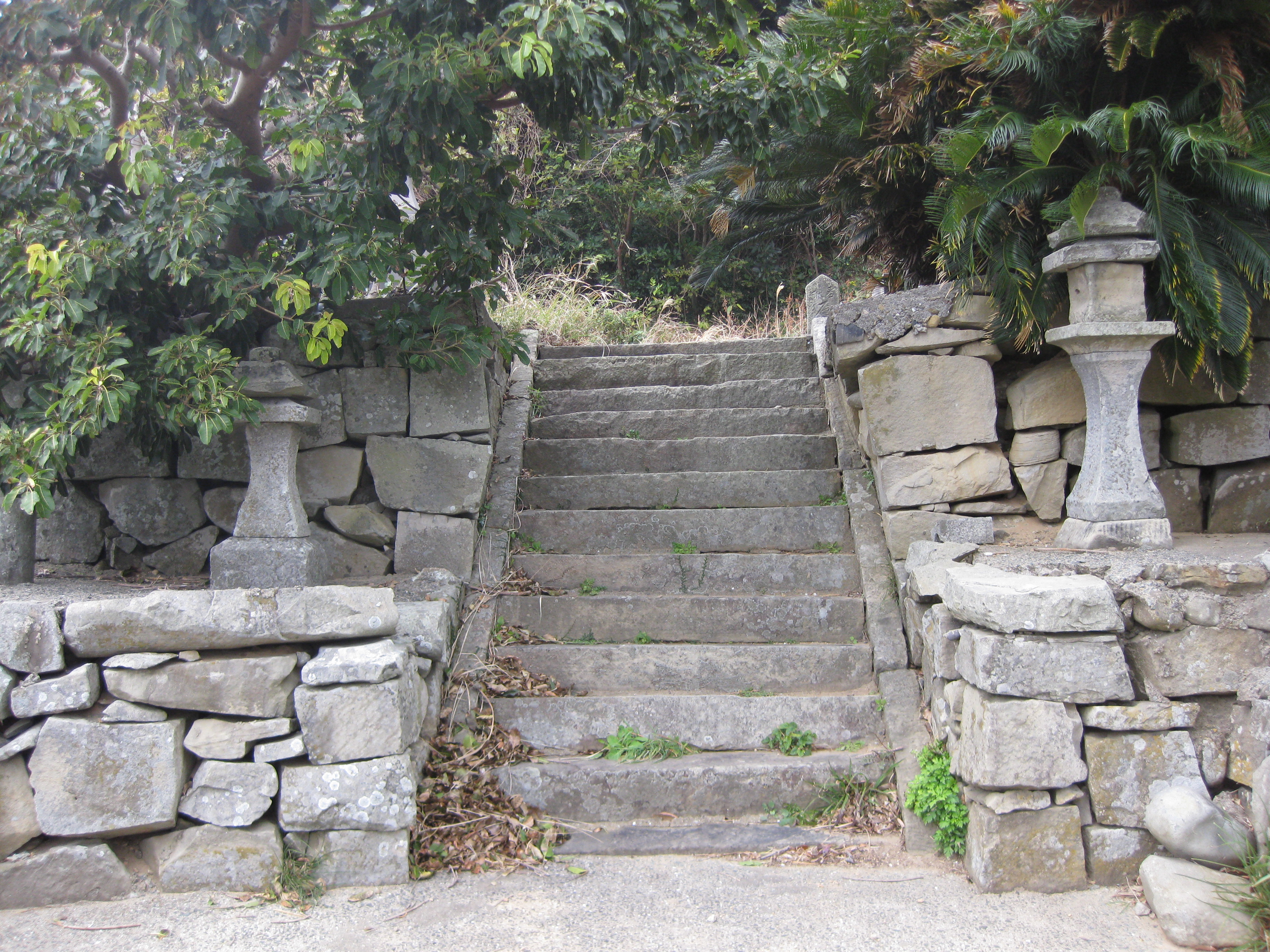
山神社址

## 祭祀
春季大祭、28、29日の例祭には上五島神楽が奉納される。上五島神楽は国の選択無形民俗文化財に選択された五島神楽に含まれ、長崎県無形民俗文化財に単独で指定された。

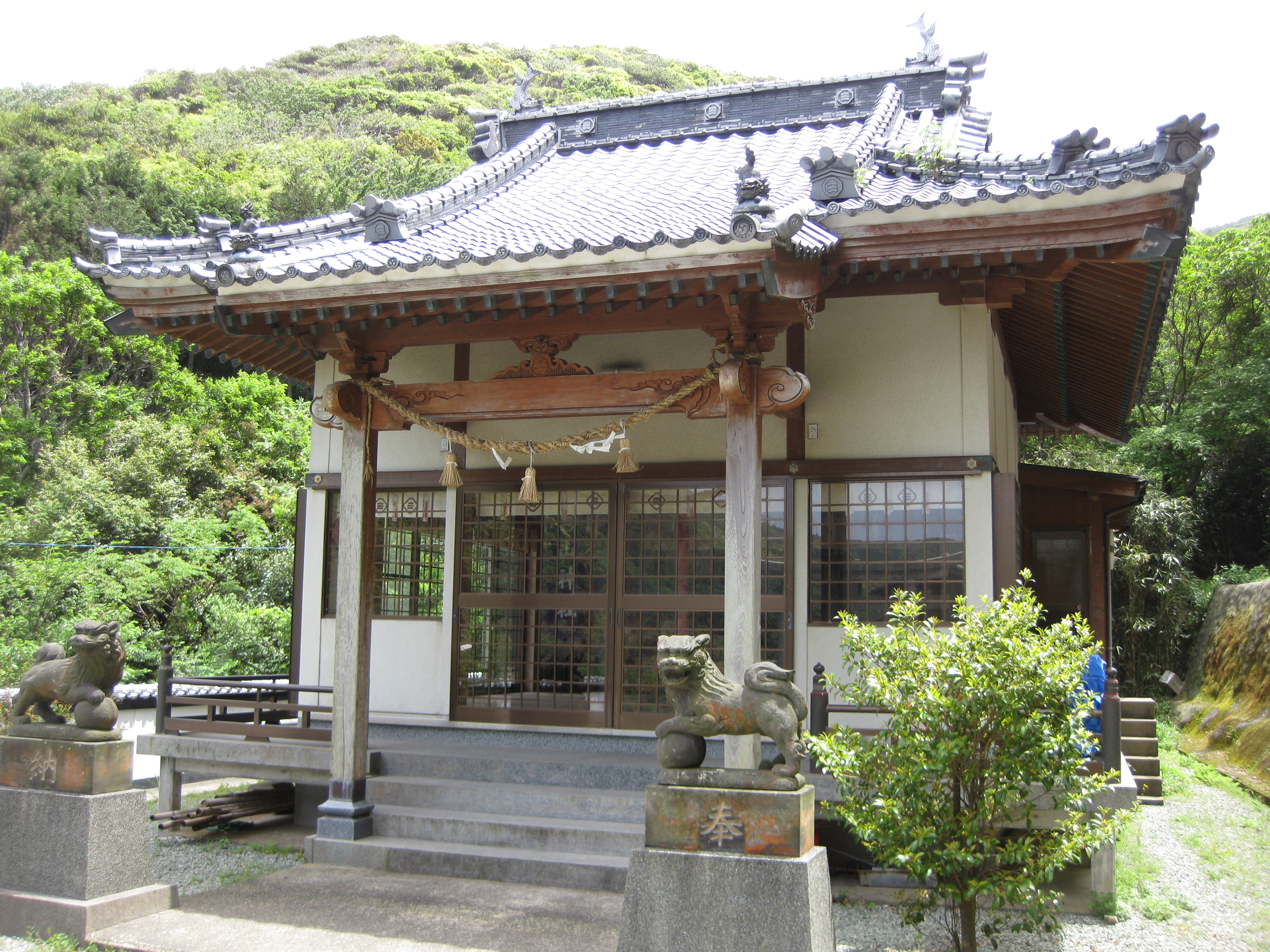
社殿

主な祭礼・神事
- 春季大祭（1月23日）
- 例大祭（30、31日）

## その他の神社
その他の船崎郷の神社に塩竈神社が、大曽地区に恵比須神社がある。
また、隣接する青方郷に 青方神社 がある。

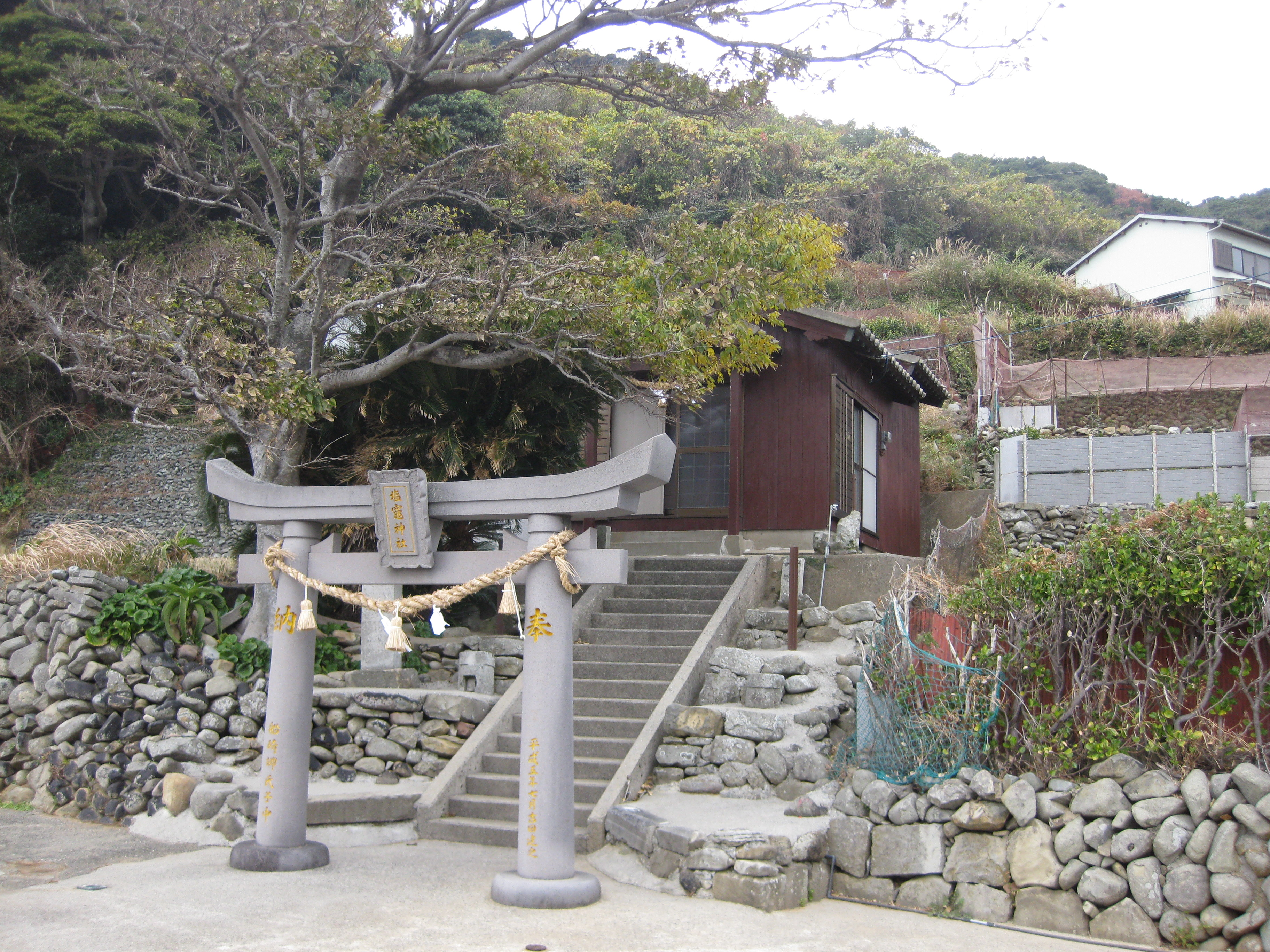
塩竈神社
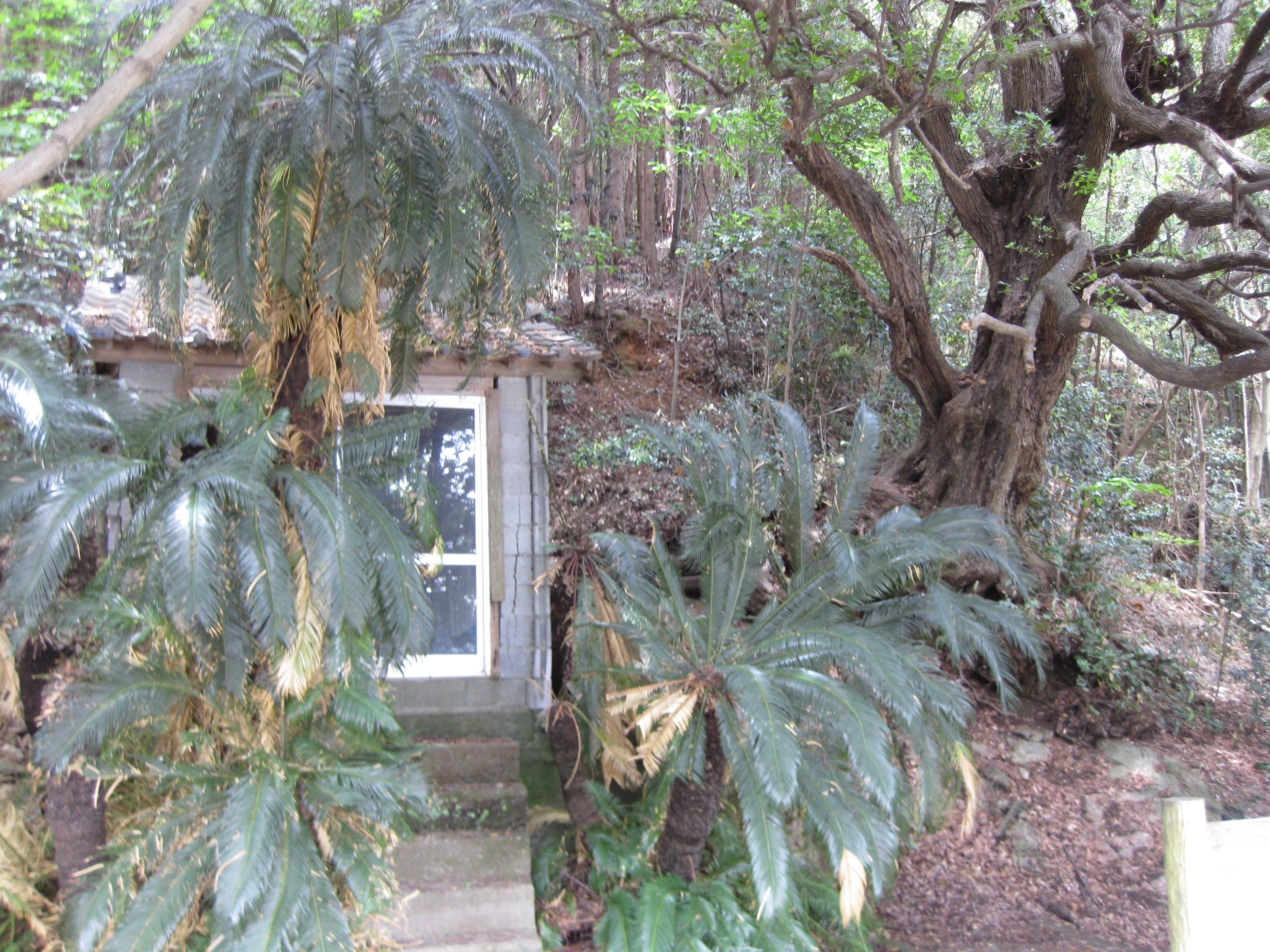
恵比須神社
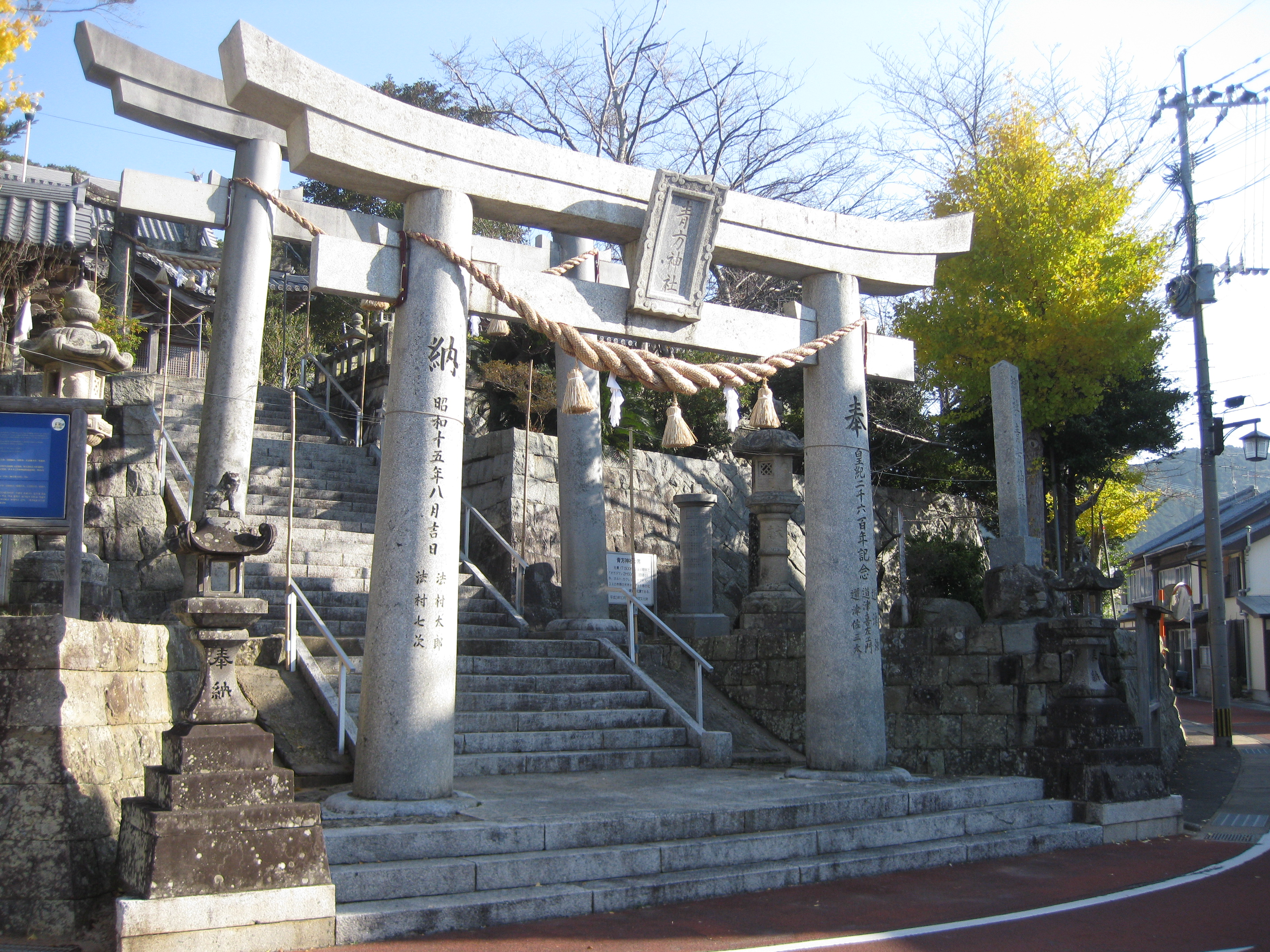
青方神社